# ハリガネサービス
『ハリガネサービス』は、荒達哉による日本のスポーツ漫画作品。『週刊少年チャンピオン』（秋田書店刊）にて2014年26号から2018年46号まで連載され、続編の『ハリガネサービスACE』（ハリガネサービスエース）が同誌にて2018年50号から2023年32号まで連載された。このほか、スピンオフとして、荒による『ハリガネサービス外伝ヒュドラブレイク』が『月刊少年チャンピオン』（同社刊）にて2021年9月号より連載されている。
バレーボールを題材としており、中学時代は控えだった主人公が驚異的なサーブの才能を開花させたことを機に、無名の高校でチームメイトと奮闘する姿を描く。

## あらすじ
下平鉋は盟和中学バレー部時代、25対23で予選に敗れ、中学大会最後の夏を終えた。その後、都立豊瀬高校に入学し、バレーボール部に入部する。だが、経験者といってもピンチサーバーだったという受け答えに先輩たちは冷たい反応。中学でのピンチサーバーは、敗戦濃厚の試合で、思い出程度に出場させるぐらいの補欠扱いに等しいからだ。しかも、彼と同期で入部したのが東京都選抜メンバーの間白譲治、セッターの松方一颯、リベロの金田進という面々。これではまたレギュラーになれないかも知れないと不安に陥る下平、しかも彼だけ初心者扱いで別メニューを組まれ、入部1日目から半ば隔離状態となってしまった。
それでもめげずに朝練をこなしていると、例の選抜メンバー3人組から2対2の練習をしようという誘われ、下平はサーブを打つことに。だが、下平のサーブを受けた金田は一歩も動かず、しかも腕も動かしていないという。間白も松方も耳を疑うが、下平はわざと狙ってレシーブしやすい球を、全く同じ場所にサービスしていたのだった。それを聞いた金田が今度は本気で撃つよう挑発したところ、下平はわざとネットインサーブを仕掛ける。しかも、連続でそれを放ち、彼が言うにはそれすら狙ってできるというのだ。流石にそれには間白と松方も驚きを隠せない表情で、なぜそんなことができるのか下平に訊く。
彼が言うには、3年生最後の大会前、2年生の2月にアキレス腱断裂の怪我をしてしまったことでバレーボール部で一度もレギュラーになれずにいたが、それでもバレーボールをあきらめられず、毎日をサーブ練習だけに明け暮れていた。そして大会当日、ピンチサーバーとして出場した時には、狙って100%ネットインできる抜群のコントロールを体得していたという。そして、その試合で様子を見ていた豊瀬高校の山縣監督から練習を見にくるようと声を掛けられたことで、入部を決意したということである。
こうして、下平、間白、松方、金田の4人たちの高校バレー生活は始まった。そんな彼らの目標は東京都大会の王者駿天堂を倒すこと、それを合い言葉に一致団結するが、上級生たちも簡単にレギュラーを譲るはずもなく、練習の2人組対抗試合でお互いバチバチと火花を散らすことになる。そんな中、徐々に新入生4人と先輩たちの実力が明かされていき、新生豊瀬高校バレー部が新たに動き出す。

## 登場人物

### 豊瀬高校
都立高校。実力はそこまででもなかったが、数々の無名高校を全国に導いてきた名将、山縣三郎の赴任によって実力を付けてきた。間白たちはその善戦ぶりを見て豊瀬高校を選んでいる。
下平 鉋（しもだいら かんな）
本編の主人公。豊瀬高校バレーボール部1年。身長174センチメートル体重53キログラム。背番号11。盟和中学校出身。ポジションはミドルブロッカー。色白で控え目な性格。極稀にミスもするが決めた場所を確実に狙い打ちできる、ネットインを狙って起こせるなど人間離れした精度のサーブコントロールを武器とし、変化量の多いフローターサーブも撃つことができるなど、豊富なパターンを持つサーブが最大の武器。無回転サーブを打つ際は、針金で手をがっちり固定するイメージを持つ。中学では2年生の2月にアキレス腱を断裂してしまい、その後はひたすらサーブ練習だけを繰り返していて、3年生の最後の大会にピンチサーバーとして出場した際、思い出出場と思われながら、15点連続サービスエースを決める。試合に敗れたものの、それを見ていた豊瀬高校バレーボール部監督の山縣三郎の目に留まり、練習を見に来るよう勧誘されたことがきっかけで豊瀬高校入学を選び、バレーボール部へ入部した。だが、時折アキレス腱を断裂した過去がフラッシュバックしてPTSDを発症しコート上で跳べなくなる問題も抱えていた。関節が硬く、トスやサーブの際にはバチバチという音が鳴る特徴がある。
後にトラウマを克服しジャンプ可能となるも、今度は雲類鷲の凶行に怒りを爆発させたことで針金で固定するイメージを捨ててしまい、しばらくネットインサーブが打てなくなる（これも後に克服）。
大のバレー好きながら満足に試合できなかった経験からか、自身のバレー（特にサーブ）の検証に並々ならぬ熱意を持つ。それは時に対戦相手を実験台とみなしてしまったり仲間が相手に同情を向けるほどえぐい戦法を取ったりなど狂気に近い側面にもなる。
また、周囲を気にしがちな性格から周辺視野も非常に広く、常に相手の一瞬に記憶・把握し、ごく直近の未来を予測する能力も持っている。これを活かして、サーブ＆ブロックを意識して敵の攻撃を限定させるなどゲームの流れをコントロールしたり、味方や敵の動き・心理を読んでブロック・レシーブ・スパイクでも活躍するほどの能力を見せるようになる。
間白 譲治（ましら じょうじ）
豊瀬高校バレーボール部1年。身長167センチメートル、体重62キログラム。背番号10。育葉中学校出身でポジションはウイングスパイカー。色黒の肌ととがった赤髪と耳が特徴で常に鼻腔拡張テープをつけている。上背はそこまででもないが豊富な運動量と跳躍力をもち、キレの鋭いスパイクや相手ブロッカーが追いつけないほどの速攻を放つ。また上背のなさも自覚しており、フェイントなど臨機応変の攻撃もこなす。反面、レシーブは苦手。中学校は東京都選抜の控えメンバーだった。夜遅い母親に負担を掛けたくないという理由で弁当を持参しないなど意外と家族思いである。
松方 一颯（まつかた いぶき）
豊瀬高校バレーボール部1年。身長178センチメートル、体重67キログラム。背番号9。海成附属中学出身。ポジションはセッターで、柔らかいトスを打つ。小学生のころ、クラブではスパイカーだったが監督にセッターをするよう言われた。大人しく落ち着いた性格だが、ひたすらデータを採集するのが趣味で、それをコート上で頭の中で計算しながら、実戦に生かすことができる能力をもつ。中学時代は東京都選抜の控えメンバー。
金田 進（かねだ すすむ）
豊瀬高校バレーボール部1年。身長177センチメートル、70キログラム。背番号8。金糸町中学校出身。ポジションはリベロで、レシーブ以外には興味を示さないが、レシーブに関しては誰にも負けないという自負と天性のセンスをもち、身体のどこかに当てれば正確にコントロールできる技術をもつ。中学時代は東京都選抜の控えメンバー。登場当初はチームのことより自分がボールを拾えればいいという自己中心的な考え丸出しで、また普段からも何を考えているか分からない部分があったが、徐々に仲間の影響を受けてチームワークを意識するようになる。意外と器用で、弁当は自分で作っている（炊飯器で炊いた具が入ったご飯をそのまま丸めた特大サイズのおにぎり）。作中では、吹き出しにおける台詞の語尾がカタカナとなっている。
五十嵐 歩（いがらし あゆむ）
豊瀬高校バレーボール部3年。身長175センチメートル。背番号3。ポジションはウィングスパイカー。自分自身にも厳しく、ストイックな性格で筋肉トレーニングが日課。威力溢れるサーブやスパイク、バックアタックを武器とする。プレー中も含め、いつも頭にタオルを巻いている。
野々原 大樹（ののはら ひろき）
豊瀬高校バレーボール部3年。背番号1。ポジションはオポジット。飄々として人なつっこく、学校中からも応援に来るなど部の人気者。フィジカル面も優れ、人並み外れた跳躍力をもつ。また、相手が先輩、後輩分け隔て無く、他人の優れた力を吸収しようとする意欲に溢れている。右手を負傷した時は左手で挑み、試合中に感覚を掴みものにするなど、いわゆる天才タイプ。最終的には左右どちらの手でも打てるようになった。
久場 遥（くば はるか）
豊瀬高校バレーボール部3年。身長181センチメートル。背番号7。ポジションはミドルブロッカー。高代と並ぶ守備の要。
高代 航平（たかしろ こうへい）
豊瀬高校バレーボール部3年。身長180センチメートル。背番号5。ポジションはミドルブロッカーで、チームの守備の要。顔は強面だが、面倒見が良い。
大船 勇（おおふな いさむ）
豊瀬高校バレーボール部2年。身長186センチメートル。背番号4。湊二中学出身。ポジションはウィングスパイカー。五十嵐と並ぶ筋肉マニアで、上背もある。五十嵐に負けず劣らず、威力のあるジャンプサーブやスパイクを得意とする。フェイントなどを嫌いひたすらパワーで叩き込むタイプ。上下関係に厳しいが、部活での思いは誰にも負けないぐらい強く情熱的な部分もある。鴫澤に好意を抱いている。ユニフォームの袖を肩までまくってプレーしている。
猫田 瞬（ねこた しゅん）
豊瀬高校バレーボール部2年。身長154センチメートル。背番号6。ポジションはリベロ。板が丘中学出身。身軽で守備範囲は広く、またチームワークも大切にしている。ベイビーフェイスだが、背が低いことはコンプレックスであり、「かわいい」と呼ばれることを嫌う。バレーへの取り組みは至って真摯で、自分の居場所を追い求めた結果リベロに強い拘りを持っている。ガッツも強いが、一度怒らせると屈託ない笑顔で思いっきり毒を吐く癖がある。
家守 浩一（やもり こういち）
豊瀬高校バレーボール部2年。背番号2。ポジションはセッター。自認する醜男でニキビ面のため、女子生徒からの評判は著しく悪い。かっこ悪いバレーを信条とし、なりふり構わずしかも相手が嫌がるようなバレーを好む。左利きであり、ツーアタックなども得意としている。技術は松方におよばないが同学年の大船とはいいコンビを見せる。
成宮 大（なりみや　だい）
豊瀬高校バレーボール部1年。背番号12。ポジションはミドルブロッカー。下平の幼馴染で剣道の経験者。地区大会後にチームに勧誘された。身長201センチメートルと恵まれた体格だが、身体が大きい上に心臓が通常の人よりも小さい事から、心臓に負担がかかり、激しいスポーツは医者から止められていた。そのため、一度はバレーボールへの誘いを断ったが、金田や松方から、バレーボールのルールについて聞き、前衛の間出て、後衛になった時には金田と交代してその間は休めると言われたことで、団体競技のバレーボールをして見たくなったことで、バレーボール部に入部を決意した。バレーボール未経験ではあるが、剣道で培った体捌きや足運びをに剣道の知識を活かしたプレーをする。
百合草 南（ゆりぐさ みなみ）
豊瀬高校バレーボール部3年。マネージャーの女子生徒。3年。何でもそつなくこなし、他の部員も頭が上がらない男子バレー部の姉御肌。部員仲間からはユリと呼ばれている。
羽柴 恵（はしば けい）
豊瀬高校バレーボール部1年。バレーボール部マネージャー見習いの女子生徒。可憐だが、鈍くさく何をやっても不器用なためにどこの部活でもうまくいかず転々としていたところ、練習試合相手にバレー部マネージャーと間違えられ当惑していたところを百合草に誘われ、そのままマネージャーとなった。気が弱く、何かと涙目になることが多いが健気に色々なことに挑んでいる。
下平のことが気になっている、彼の女性関係の話になると興味を示す。
鴫澤 雪江（しぎさわ ゆきえ）
豊瀬高校1年。学校行事のハイキングで、羽柴と邂逅した女子生徒。中学時代は熊本の闘将と呼ばれた熊本県選抜エースのバレーボール選手だったが、ワンマンで一人突っ走る癖があり、それが原因となって高校ではバレーをやめ、そして日頃から寡黙に過ごすなど、殻にも閉じこもってしまっていた。だが、後に羽柴と仲良くなり、そして試合を見た事で下平のサーブに魅入られてから豊瀬高校男子バレー部のマネージャーを志願する。直後、山縣からコーチを打診され、受け持つこととなった。負けず嫌いで意地っ張りな所があるが、皆とバレーに打ち込み、徐々に笑顔も見せるようになる。下平に興味を示しているがなかなか愛情表現ができない。兄は緋厳院高校キャプテンでもありバレーボール日本代表でもある。
富永 朔太郎（とみなが さくたろう）
豊瀬高校バレーボール部OB。野々村の前のキャプテンでポジションはウイングスパイカー。大船が筋トレで身体を鍛えるきっかけになった人物でもある。後輩のために色々と世話を焼き、率先して応援指導をしたりもしている。
山縣 三郎（やまがた さぶろう）
都立豊瀬高校勤務の体育教師で、男子バレーボール部顧問。いかつい顔をしている。スカウトなどを一切してこずに、無名の高校を全国大会に導いてきたという百戦錬磨の名将であり、彼に憧れ入部した人も多い。優れたコーチング能力を持っているが、自分から手解きすることはなく、相手に対し課題を与え、それを自身で解決させることで能力を磨くという手法を採っているが、試合では的確な采配や助言にアドバイスを振るっている。視力を失っているのかは定かではないが、左目の瞳は描かれていない。人並み外れた運動能力を持ち、怪我をした女子生徒を負ぶって山道を走破するなど、幾度となく生徒達を唖然とさせている。

### 桐城高校
私立高校で都内三強の一角。顧問古川の手によって、一癖も二癖もある、いわゆる使いづらい選手が集められており、型にはまらない選手たちによるサーカスバレーをモットーとする。
鯨川 堂山（くじらかわ どうざん）
桐城高校バレーボール部3年。身長190センチメートル、体重120キログラムと恵まれた体格と上背を持ったスパイカー。春高バレー登録最重量選手。桁外れのパワーを持ち、相手のブロックをぶち抜く威力を持つが、スピードに難があるために中学時代なかなか他校からスカウトの声がかからなかった。
鮫島 勇午（さめじま　ゆうご）
桐城高校バレーボール部3年。ウイングスパイカー。鋭い目つきをしている。真白の中学の先輩で、真白たちが誘いを蹴って豊瀬に入学したことを恨んでいた。
置鮎 海太（おきあゆ　うみた）
桐城高校バレーボール部2年。セッター。空太とは双子の兄弟で吊り目のほうが海太。アタッカーの打ちやすいトスを上げる。
置鮎 空太（おきあゆ　そらた）
桐城高校バレーボール部2年。セッター。垂れ目のほうが空太。アタッカーの実力を目いっぱいまで引き上げるトスを上げる。海太とともにタイプの違うツーセッターとして起用され、戦術の幅を広げたり相手を混乱させたりといった役割を担っている。
三河 群（みかわ ぐん）
桐城高校バレーボール部1年。身長187センチメートル、体重76キログラム。長身のリベロ。基本的にお調子者で、快活かつ大胆不敵な性格。その恵まれた体格と抜群の運動能力のため、ほとんどの高校からはスパイカーとして声がかかっていたが、本人はレシーブに人一倍強いこだわりがあったため、初めてリベロとして評価をもらえた古川のスカウトを受けて桐城に入学した。世界一のリベロになるという目標がある。
倉光 円（くらみつ まどか）
桐城高校バレーボール部1年。セッター。170センチメートル、62キログラム。柔軟な体とセンスの高さで中学時代は埼玉県代表のセッターを務めた。間白や松方たち3人を本人の前で都代表の補欠と公言し嘲笑う、セッターなのに他人の攻撃リズムに合わせない、など陰湿で自分勝手な性格だが、自信を損なうと途端にコンディションを崩す脆さも露呈している。
草壁 幹生（くさかべ みきお）
桐城高校バレーボール部3年。ミドルブロッカー。豊瀬高校との練習試合で意見が食い違った鮫島と倉光の意見を調整するなどのまとめ役。
石弓 輝（いしゆみ ひかる）
桐城高校バレーボール部1年。ウイングスパイカー。サイドから対角に打つことが得意。
古川 禎丞（ふるかわ よしつぐ）
桐城高校バレー部監督。管理教育を嫌い、癖のある人材を発掘してはその個性を伸ばし、相手に打ち勝つサーカスバレーが座右の銘。一方でかなり腹黒い部分も見せている。

### 冬樹高校
私立の進学校。バレー部は無名だったが、東京都予選のリーグ戦では全勝し、2回戦に進出。豊瀬高校と対戦する。
犬飼 一郎（いぬかい いちろう）
冬樹高校バレーボール部3年のキャプテン。豊瀬高校のことを新人戦でたまたま良い成績を残しただけの弱小校と侮っており、自校の勝利を確信していた。余裕の表情を浮かべて試合に挑むも惨敗してしまう。
レオナルド・シルバ
冬樹高校バレーボール部。ブラジルからの留学生で、褐色の肌に、剃りこみデザインを入れたモヒカンヘアにしている。インターハイ東京予選初日のリーグ戦では、恵まれた肉体を駆使したパワープレーで冬樹高校を全勝で予選2回戦へと導くも、その後の豊瀬高校バレーボール部との試合で軽くひねられて自信を喪失。特に全力で打ち込んだスパイクを遊ぶかのようにレシーブした金田進に対しては、トラウマになるほどの恐怖を覚えてしまう。
二瓶（にへい）
冬樹高校バレーボール部1年。下平鉋の中学時代のチームメイトであり、インターハイ東京予選の1回戦で下平の所属する豊瀬高校バレーボール部と対戦すると分かった段階で、必死にチームメイトや先輩にその脅威を訴えかけるも一笑に付されてしまう。なお、対戦結果は冬樹高校の惨敗であったものの、下平が出場することはなく、結局最後まで下平の危険性は理解してもらえなかった。

### 亜細亜第一高校
インターハイ東京予選大会に出場したチームの1つ。東京大会ではベスト8常連と言われる強豪校であり、前年のインターハイ予選で豊瀬高校バレーボール部が敗れた相手。チームのプレースタイルは、とにかく繋ぎを重視した守備型であることが特徴。平均身長169センチと背の低い選手が多い中、運動量でその差をカバー。どんな球でも拾って返すという粘り強さが自慢。竜泉学園高校に2セット共に25-0で完封されてしまい、敗退。

### 竜泉学園高校
私立の進学校で、バレー部は無名だったが、トルコ五輪代表を務めたという雨竜の手によってダークホースとなっていた。元々はバレー部は別にあったのだが、様々な部のはみ出し者なども集めて同好会を立ち上げ、本家のバレー部を破ることでのっとった。
スピンオフ『ヒュドラブレイク』ではメインとして描かれる。
朧 幽哉（おぼろ ゆうや）
竜泉学園高校バレーボール部1年。身長184センチメートル、体重75キログラムのミドルブロッカー。背番号6。無口で寡黙な男。中学時代は都選抜メンバーだった。頭の中でボールの軌道を演算処理できる能力を持ち、豊瀬の前に強敵として立ちはだかる。母子家庭で、酔うと物に当たり投げてくる母親から児童虐待を受け続けてきたが、いつしかその投げてきた什器類を受け止める技が磨かれ、皮肉にもそれがバレーで生かされるようになった。
その強力な能力はブレーキが利かず、脳への負担を抑えるために長い前髪で視界を遮ることで能力を抑止していた。最終局面では全力で戦いたい一心から前髪を後ろで束ねて能力の制限を解除した。
渚島 鴎（なぎしま かもめ）
竜泉学園高校バレーボール部2年。身長178センチメートル、体重65キログラム。ウィングスパイカー。背番号1のキャプテン。沖縄出身で方言が特徴。元々野球部のキャッチャーだった。ナックルボーラーである同級生の瀬良の専属キャッチャーとしてレギュラーに定着していたが、その同級生のケガに伴って自身もレギュラーから外されることになる。雨竜に「3球勝負」を挑まれ敗北し、バレーボール部に勧誘される。ナックルボールを捕球していた経験を活かし、下平のブレ玉サーブにも対応できる。またボールを「グーで殴る」ことで、乱回転のかかったスパイクを打つことができる。本人もまだ制御できていないものの、相手のレシーブを乱すには十分な効果がある。
小林 開司（こばやし かいじ）
竜泉学園高校バレーボール部2年。リベロ。元々はサッカー部だったが、雨竜の「3本勝負」で敗北し、バレーボール部に勧誘される。元サッカー部だったことから、足でレシーブをしてコート内に返すことが得意。またヘディングの要素から頭でトスをしたりする。
白鳥 麗（しらとり れい）
竜泉学園高校バレーボール部2年のセッター。元バレエ部。バレエの技術を活かし、軸がブレずに綺麗なトスを上げたり、アントラッセというクラシックバレエの動きの1つを取り入れたスパイクを打ったりする。また非常に高い跳躍力を持つ。
加部 三平（かべ さんぺい）
竜泉学園高校バレーボール部2年のウイングスパイカー。元バドミントン部。太った体格にもかかわらず、バドミントンのスマッシュの要素を活かして、0歩で跳べるなど、また素早い動きも可能。バックステップでも強力なスパイクを打つことが可能で身体能力が非常に高い。
立川 健心（たちかわ けんしん）
竜泉学園高校バレーボール部2年のミドルブロッカー。多種多様なプレーを見せる竜泉バレーの中で唯一目立ったプレーをしない地味な選手。部活中は常にタンクトップ姿でいる。
田代 良彦（たしろ よしひこ）
竜泉学園高校バレーボール部2年のオジポット。元バスケ部。高い身長を活かした攻撃とブロック、また相手にマンマークすることが得意。
雨竜 南（うりゅう みなみ）
竜泉学園監督。山縣三郎の教え子で、トルコ五輪代表コーチを務めたという実績を持つ。現役時代は相手を騙して翻弄させるのに長けていた。現役時代の山縣の他のスポーツからバレーに取り入れられる物は無いかと言う指導から着想を得て発展させて、部員は他の運動部に所属していた同好会の連中であり、他のスポーツ競技から技術を応用するなど常識にとらわれない柔軟な考え方を持つ。優れたコーチング能力と生徒たちをその気にさせる卓越した話術を持っているが、プライドが高く、やや示威的な部分がある。

### 王葉工業高校
強豪高の1つ。雲類鷲を中心とした高さと力で相手を圧倒するバレーをモットーとする。昨年、予選2位で本大会に出場した。
雲類鷲 叡（うるわし あきら）
王葉工業高校バレーボール部1年。背番号1。身長195センチメートル、体重95キログラムという恵まれた体格と優れた運動能力を持つ。大財閥の令息で武芸全てに秀でており、勉学や音楽の才能もある。一方で、完全なる実力主義者でもあり、気に入らない相手を力でねじ伏せるなど危険な部分も持つ。
登場当初は、先輩部員であっても顎で使い、自分の好きなことしか手を付けない身勝手さが目立っていた。しかし、豊瀬高校との戦い、そして敷の変化もあり、次第に協調性が芽生え、高い自尊心と実力を兼ね備えたエースへと成長する。後に敷の助言で黒髪に直し、性格も大人しくなったが、敷の方が不良に逆戻りしてしまったため、彼に手を焼いている。
上屋 敷（かみや しき）
王葉工業高校バレーボール部1年。背番号14。雲類鷲家の使用人。元々は両親と暮らしていたが、突如として父母が借金を理由に失踪、食糧が尽き飢えに苦しんだ結果、万引きし警察に身柄を確保された。その後、両親は雲類鷲家によって海外に高跳びしていた所を確保される。その際、両親を匿ったが、その甲斐虚しく逆恨みされた父から不当な暴力を振るわれたことで、叡の計らいにより雲類鷲家に仕えることになった。
その後叡の通う私立中学に転校するが、他人との能力差のため孤立しそうになった叡を助けようと、また万能の叡に見合った人物になろうとして、必死に文武に励んだ努力家の一面もある。
元々、叡とは子供のころから仲が良く、悪ガキ同士の仲間意識も持っていたが、雲類鷲家に仕えたことを契機に、執事のような立ち位置となる。その後も常に叡の後ろに立って行動し、プレー中も我を出すことはなかった。しかし対豊瀬高校戦にて一人苦しみベンチに下がった叡の姿を見て、自らの立場に疑問を抱く。叡との対等な関係を望む自分に気づき、主体的なプレーをみせるようになる。そして雲類鷲を「叡」と呼び捨ててコートに戻るよう檄を飛ばす。
叡と並ぶための努力の成果とはいえ、バレーの腕は本物。身長194センチメートル、体重84キログラムの恵まれた体格と相まって、松方からは「雲類鷲に匹敵するポテンシャル」、チームメイトの王からは「主役になれる器」と称されている。
王 欽鳳（ワン キンホウ）
王葉工業高校バレーボール部2年。背番号2。セッター。身長201センチメートル、体重98キログラムを誇る中国人留学生。日本語も堪能で、「とーりっチス」を知っているなどかなり日本になじんでいる。高速コンビネーションを含め様々な戦略を駆使して勝利をつかむことを好むため、エース一本に頼る監督との価値観とは若干の齟齬がある。
三船蛾次郎（みふね　がじろう）
王葉工業高校バレーボール部3年で背番号4のキャプテン。身長189センチ。前年の春高バレーのベストスパイカーであったが監督の意向に逆らえず、雲類鷲のワンマンチームであることに甘んじて雑用まがいのことまでさせられていた。
有働 充（うどう みつる）
王葉工業高校バレーボール部3年。ポジションはミドルブロッカー。顔が四角く、眉が太いのが特徴。
有働 実（うどう みのる）
王葉工業高校バレーボール部2年。ポジションはウイングスパイカー。 雲類鷲叡がすべての中心になっているチーム作りに疑問を持っており、雲類鷲の自己中心的な行動に異を唱えることがある。顔が長めなのが特徴。
四家 巴（しけ ともえ）
王葉工業高校バレーボール部2年。ポジションはリベロ。 雲類鷲叡を中心としたチームの中でも、特に雲類鷲にすり寄っている小物。先輩ながら雲類鷲に敬語を使い、揉み手をしながらすり寄る仕草を見せる。
砂川 出（すながわ いずる）
王葉工業高校バレーボール部2年。ポジションはセッター。豊瀬戦の前半途中から後半途中まで出場。あくまで王 欽鳳が正セッターのため、砂川は控え選手であるが、 王が監督の意にそぐわない行動をしたため、代わりに試合に出場することとなった。何かにつけて雲類鷲叡の実力を自慢するが、砂川本人には特に見せ場はない。
大牟田 春吉（おおむた はるきち）
王葉工業高校監督。元は代表チームのセッターで、しかも日本で唯一の金メダリストメンバーであったため、山縣が一目も二目も置いているバレーの神様。絶対的なエースはチームに不可欠という考えを持っており、そのため、他の部員の不満を余所に、傲岸不遜な雲類鷲をチームの中心に据えている。

### 臨海実業高校
インターハイ東京都予選大会のベスト8校。

### 駿天堂学院高校
インターハイ18年連続出場の王者。今年は全中3連覇を成し遂げた中等部出身の1年生5人がレギュラーに名を連ね、黄金期といわれている。
羽座川 扇（はざかわ おうぎ）
駿天堂学院高校バレーボール部1年。リベロ。背番号6。身長167センチメートル、体重54キログラム。かつて下平をバレーに誘った親友。かつては高い才能を持つ快活な性格だったが、下平と再会した時は非常にマイペースな性格となっており、下平のことも記憶にない様子。
下平の変則的な軌道を描く無回転サーブについていく、どんな鋭いスパイクにも反応し音を出さずレシーブするなど、異常な反射神経とレシーブ力を持つ。
その能力は、小学校時代、とある事情から事故に遭ったことがきっかけで発現したものである。事故の影響で記憶の喪失とともに脳に異常が発生、臨死体験時の「時間がゆっくり進む感覚」が常時発動した状態となり、どんなに速い攻撃にも反応できる能力を獲得した。その反面、他人の言葉がスローに聞こえてしまうためにコミュニケーションを取るのが困難で、自分だけの世界に籠るような性格になってしまっている（周囲からは超マイペースだと思われている）。
試合の途中で記憶と性格が戻ったことにより、「周りの士気を高めるカリスマ性」という従来の才能も復活、チームの中心選手と化す。超人的な反射神経、天性のバレーセンス、そしてカリスマ性を取り戻した羽座川について雨竜は「世界的にみても世代トップクラスの才能」と評した。
しかし、脳の異常は完全に解消されてはおらず、心臓に過負担かかり今度は全身の糖や脂肪、果ては筋肉さえを燃焼させてオーバーワークをしたことで、試合後は病院送りとなってしまった。
伊集院 司（いじゅういん つかさ）
駿天堂学院高校バレーボール部1年。セッター。背番号3。身長165センチメートル、体重52キログラム。常人離れした指先の感覚を持ち、吸い込まず指先で弾き飛ばすようにトスを上げる。卓越したトスの精度、バレーセンスを活かし、駿天堂の司令塔の役目を果たしている。しかし普段はものぐさな性格のため、本気を出すことがあまりない。また興奮すると訛りが出るという癖がある。
竜泉学園高校の朧を高く評価し、駿天堂学院高校へスカウトしたことも。
本田＝アレクセーエフ＝モストヴォイ（ほんだ アレクセーエフ モストヴォイ）
駿天堂学院高校バレーボール部1年。ミドルブロッカー。背番号4。身長204センチメートル。ロシア人ハーフだが、日本人最大のスパイカーとされている。人を小ばかにした言動をとる、意地の悪い性格。
榊 翔平（さかき しょうへい）
駿天堂学院高校バレーボール部1年。背番号7。ウィングスパイカー。170センチメートルと、バレー選手としては小柄だが、「1mジャンパー」の異名を持つ高いジャンプ力が持ち味。単に高く飛べるだけではなく最高点への到達が高く、他の高身長スパイカーと遜色のない高い実力の持ち主。擬音を実際に口にしてプレーをする。
剱持 直（けんもち なおし）
駿天堂学院高校バレーボール部1年。背番号5。ウィングスパイカー。精密射撃と呼ばれる正確なスパイクが武器。作中でも、ブロッカーの指1本単位で打ち抜き、コーナーのライン上にスパイクを決めている。次期キャプテンと目されており、クセが強い駿天堂バレー部の1年生のまとめ役である。
蛇喰 傑（じゃばみ すぐる）
駿天堂学院高校バレーボール部1年。ミドルブロッカー。背番号21。蛇のような目つきをしている。中学選抜のメンバーで駿天堂学院外のチームメイトを見下し雑用をさせていた。それが雲類鷲の不興を買い、練習中ブロックする手にスパイクを叩き込まれ骨折、選抜メンバーからリタイアさせられた。東京大会にはベンチ入りしていない。
写楽 正二（しゃらく しょうじ）
駿天堂学院高校バレーボール部1年。背番号15。ポジションはオポジット。リーゼントスタイルが特徴。高等部からの編入生でバレーボール初心者だったが身体能力が著しく高いため、チームに対する「負荷」としてレギュラー入りする。根性論の持ち主で向上心もある。パワーを活かした天井サーブが得意。
鴛淵 総佑（おしぶち そうすけ）
駿天堂学院高校バレーボール部2年。ミドルブロッカー。背番号2。いかつい顔貌で悪意をぶつけるように睨みつける。山縣監督の実子で「鴛淵」は母親の姓。指導する選手を住み込みさせるなど生活のすべてをバレーボールに注ぎ込む父親に反抗し、逆に選手にいじめられたことで歪んだ性格となる。対峙した相手に審判には聞こえない声で「死ね」などの声をかけ、相手の心を折って普段のプレーをできなくする。東京大会決勝で、監督に気に入られている下平に対し強烈な敵愾心を向け、遂には豊瀬の「楽しむバレー」に我慢できずに暴言を吐き退場となる。未経験ながらバレーボールのすべてを否定することで強くなった彼だったが、そのプレーを梧塔に肯定されたことで過去の思いと決別できた。
梧塔 一雄（ごとう かずお）
駿天堂学院高校バレーボール部3年。背番号1。オポジット。身長196センチメートル、体重85キログラム。キャプテン。今年の春高ベストスパイカーで、決定率が8割を超える絶対的エース。挑発には乗らず、冷静沈着に得点を狙う。仲間想いで、レギュラーのほとんどを1年生が占め反感もあったチーム内をまとめ上げ、学年の垣根を越えて支えあうチームを作り上げるなど、キャプテンとしての手腕も非常に高い。
小森
駿天堂学院高校バレーボール部2年。リベロ。背番号16。東京都予選では、ベンチにも入っておらず、蛇喰と同じ応援席側にいたが、羽座川の負傷により、急遽ベンチ入りとなった。羽座川のように1人で全コートを守備するタイプとは異なり、周りに指示を出し、ボールを拾わせるのが得意。常に羽座川と一緒に練習してきたため、自己評価が低い。

### 泰倫高校
「奈良の壁」松山晴寿率いるインターハイ奈良県予選での優勝校。
松山 晴寿（まつやま はるとし）
奈良県泰倫高校バレーボール部。背番号1のキャプテン。2m近くあるその身長から、パワーのあるスパイクやブロックを活かす。関西大会でブロック本数が1位ということから通称「奈良の壁」と呼ばれている。

### 虚蔵山商業高校
佐賀県の商業高校。10年前の虚蔵山は不良が多く、荒れていたが、スポーツ強化に取り組むようになってからは、最初は反発していた生徒たちも次第に持ち前の負けん気で本気で競技に取り組むようになった。部員はほぼ全員不良。インターハイ本戦の予選グループで豊瀬高校と対戦する。序盤は持ち前の負けん気で先制点を獲得するが、下平の無回転サーブに翻弄され、敗北。後の敗者復活戦でも敗北し、敗退するが、翌日の虚蔵山商業は目の色を変えて、レシーブ練習に取り組むようになり、「鉄壁の虚蔵山」として県下に轟かせていくこととなるが、それはまだ先の話。

### 松山科学技術総合高校
インターハイ愛媛県予選の優勝校の科学技術高校。全国大会は初出場。科学技術を活かして、ブロックマシンを作ったり、それぞれの選手の情報をプログラミングし、VRで対策をするなどの練習をしている。インターハイ1回戦で豊瀬高校と当たる。持ち前の技術力を活かして序盤はリードするが、野々原の両利きと下平のサーブにやられて敗退。

## 制作背景
作者の荒はかつて部活動でバレーボール部に所属していたことから、その経験を生かして読切作品『ピンチサーバー』を描き、『週刊少年チャンピオン』の2012年12月期「月例フレッシュ賞」特別奨励賞を受賞した。同作は『PINCH SERVER』と題して2013年3月14日発売の『週刊少年チャンピオン』15号に掲載され、荒は漫画家としてプロデビューを果たす。本作はこの読切作品を発展させたものであり、荒にとっては初の連載作品となった。

## メディアミックス
テレビアニメ『アニ×パラ〜あなたのヒーローは誰ですか〜』の「episode15 パラバレーボール」にて本作とコラボレーションしたエピソードが制作され、2022年8月22日にNHK BS1にて放送された。主人公の下平のほか、間白・松方・金田が登場する。

### 声の出演
パラバレーボール
波田瞬：高杉真宙
ファルハード・テヘラニ：声無し
『ハリガネサービス』より
下平鉋：大鈴功起
間白譲治：小松昌平
松方一颯：鈴木崚汰
金田進：田谷隼

## 書誌情報
- 荒達哉『ハリガネサービス』 秋田書店〈少年チャンピオン・コミックス〉、全24巻
  1. 2014年9月8日発売[10]、ISBN 978-4-253-22436-9
  2. 2014年12月8日発売[11]、ISBN 978-4-253-22437-6
  3. 2015年2月6日発売[12]、ISBN 978-4-253-22438-3
  4. 2015年4月8日発売[13]、ISBN 978-4-253-22439-0
  5. 2015年6月8日発売[14]、ISBN 978-4-253-22440-6
  6. 2015年9月8日発売[15]、ISBN 978-4-253-22441-3
  7. 2015年11月6日発売[16]、ISBN 978-4-253-22442-0
  8. 2016年1月8日発売[17]、ISBN 978-4-253-22443-7
  9. 2016年3月8日発売[18]、ISBN 978-4-253-22444-4
  10. 2016年6月8日発売[19]、ISBN 978-4-253-22445-1
  11. 2016年8月8日発売[20]、ISBN 978-4-253-22449-9
  12. 2016年10月7日発売[21]、ISBN 978-4-253-22450-5
  13. 2016年12月8日発売[22]、ISBN 978-4-253-22451-2
  14. 2017年2月8日発売[23]、ISBN 978-4-253-22452-9
  15. 2017年5月8日発売[24]、ISBN 978-4-253-22453-6
  16. 2017年7月7日発売[25]、ISBN 978-4-253-22454-3
  17. 2017年9月7日発売[26]、ISBN 978-4-253-22455-0
  18. 2017年11月8日発売[27]、ISBN 978-4-253-22458-1
  19. 2018年2月8日発売[28]、ISBN 978-4-253-22459-8
  20. 2018年4月6日発売[29]、ISBN 978-4-253-22460-4
  21. 2018年7月6日発売[30]、ISBN 978-4-253-22461-1
  22. 2018年9月7日発売[31]、ISBN 978-4-253-22462-8
  23. 2018年11月7日発売[32]、ISBN 978-4-253-22463-5
  24. 2019年1月8日発売[33]、ISBN 978-4-253-22464-2
- 荒達哉『ハリガネサービスACE』 秋田書店〈少年チャンピオン・コミックス〉、全24巻
  1. 2019年4月8日発売[34]、ISBN 978-4-253-22465-9
  2. 2019年6月7日発売[35]、ISBN 978-4-253-22466-6
  3. 2019年8月8日発売[36]、ISBN 978-4-253-22467-3
  4. 2019年10月8日発売[37]、ISBN 978-4-253-22468-0
  5. 2020年1月8日発売[38]、ISBN 978-4-253-22469-7
  6. 2020年3月6日発売[39]、ISBN 978-4-253-22470-3
  7. 2020年6月8日発売[40]、ISBN 978-4-253-22642-4
  8. 2020年9月8日発売[41]、ISBN 978-4-253-22643-1
  9. 2020年11月6日発売[42]、ISBN 978-4-253-22644-8
  10. 2021年2月8日発売[43]、ISBN 978-4-253-22645-5
  11. 2021年4月8日発売[44]、ISBN 978-4-253-22646-2
  12. 2021年6月8日発売[45]、ISBN 978-4-253-22647-9
  13. 2021年8月6日発売[46]、ISBN 978-4-253-22648-6
  14. 2021年11月6日発売[47]、ISBN 978-4-253-22649-3
  15. 2022年1月7日発売[48]、ISBN 978-4-253-22650-9
  16. 2022年4月7日発売[49]、ISBN 978-4-253-28171-3
  17. 2022年6月8日発売[50]、ISBN 978-4-253-28172-0
  18. 2022年8月8日発売[51]、ISBN 978-4-253-28173-7
  19. 2022年11月8日発売[52]、ISBN 978-4-253-28174-4
  20. 2023年1月6日発売[53]、ISBN 978-4-253-28175-1
  21. 2023年3月8日発売[54]、ISBN 978-4-253-28176-8
  22. 2023年5月8日発売[55]、ISBN 978-4-253-28177-5
  23. 2023年8月8日発売[56]、ISBN 978-4-253-28178-2
  24. 2023年10月6日発売[57]、ISBN 978-4-253-28179-9
- 荒達哉『ハリガネサービス外伝 ヒュドラブレイク』 秋田書店〈少年チャンピオン・コミックス〉、既刊8巻（2025年2月7日現在）
  1. 2022年1月7日発売[58]、ISBN 978-4-253-28141-6
  2. 2022年8月8日発売[59]、ISBN 978-4-253-28142-3
  3. 2023年3月8日発売[60]、ISBN 978-4-253-28143-0
  4. 2023年10月6日発売[61]、ISBN 978-4-253-28144-7
  5. 2024年2月7日発売[62]、ISBN 978-4-253-28145-4
  6. 2024年6月7日発売[63]、ISBN 978-4-253-28146-1
  7. 2024年10月8日発売[64]、ISBN 978-4-253-28147-8
  8. 2025年2月7日発売[65]、ISBN 978-4-253-28148-5